# Amazonetta brasiliensis
Amazonetta brasiliensis е вид птица от семейство Патицови (Anatidae), единствен представител на род Amazonetta.

## Разпространение
Видът е разпространен в Аржентина, Боливия, Бразилия, Венецуела, Гвиана, Колумбия, Парагвай, Перу, Суринам, Уругвай и Френска Гвиана.